# Gynoplistia clarki
Gynoplistia clarki là một loài ruồi trong họ Limoniidae. Chúng phân bố ở miền Australasia.